# Rolladen-Schneider LS3
Le Rolladen-Schneider LS3 est un planeur monoplace de classe standard qui a été produit par Rolladen-Schneider de 1976 à 1983.

## Conception et développement
Le LS3 a été développé comme le premier planeur de la classe 15 mètres (classe qui a été créée en 1974 par FAI).
Construit à partir des versions antérieures, le LS1 et le LS2,
Wolf Lemke développa un nouveau fuselage plus large et une gouverne de direction et une profondeur plus grandes.
Lemke a sélectionné un profil relativement épais mis au point par le Professeur Wortmann à l’Université de Stuttgart en 1967, le FX 67-K-170, qui a offert une économie structurelle rendue possible par un longeron plus épais, une remarque importante à l'époque où la fibre de verre était encore un matériau de renforcement cher, que ce profil amène de bonne performance de vol pour l'époque.
Ce profil et une évolution (le FX 67-K-150) ont été parmi les profils les plus utilisés dans le monde du planeur comme sur les machines suivantes :
Nimbus-2,  Mini-Nimbus,  DG-200 et  DG-400, Eiri-Avion PIK -20, Glasflügel 401 Kestrel, Glasflügel 303 Mosquito, Vega Slingsby Vega, SZD 41 Jantar et Sportine Aviacija LAK-12.

### Description Générale
- Ailes, volets, ailerons, longeron ont été fabriqués en matériaux composites.
- Profondeur et fuselage sont construits en fibre de verre.
- Connexions automatiques de commande d'ailerons, des aérofreins, de la profondeur et des ballasts (sauf les ailerons sur le LS3-A).
- Le système de ballast : des réservoirs souples dans les voilures.

## Versions

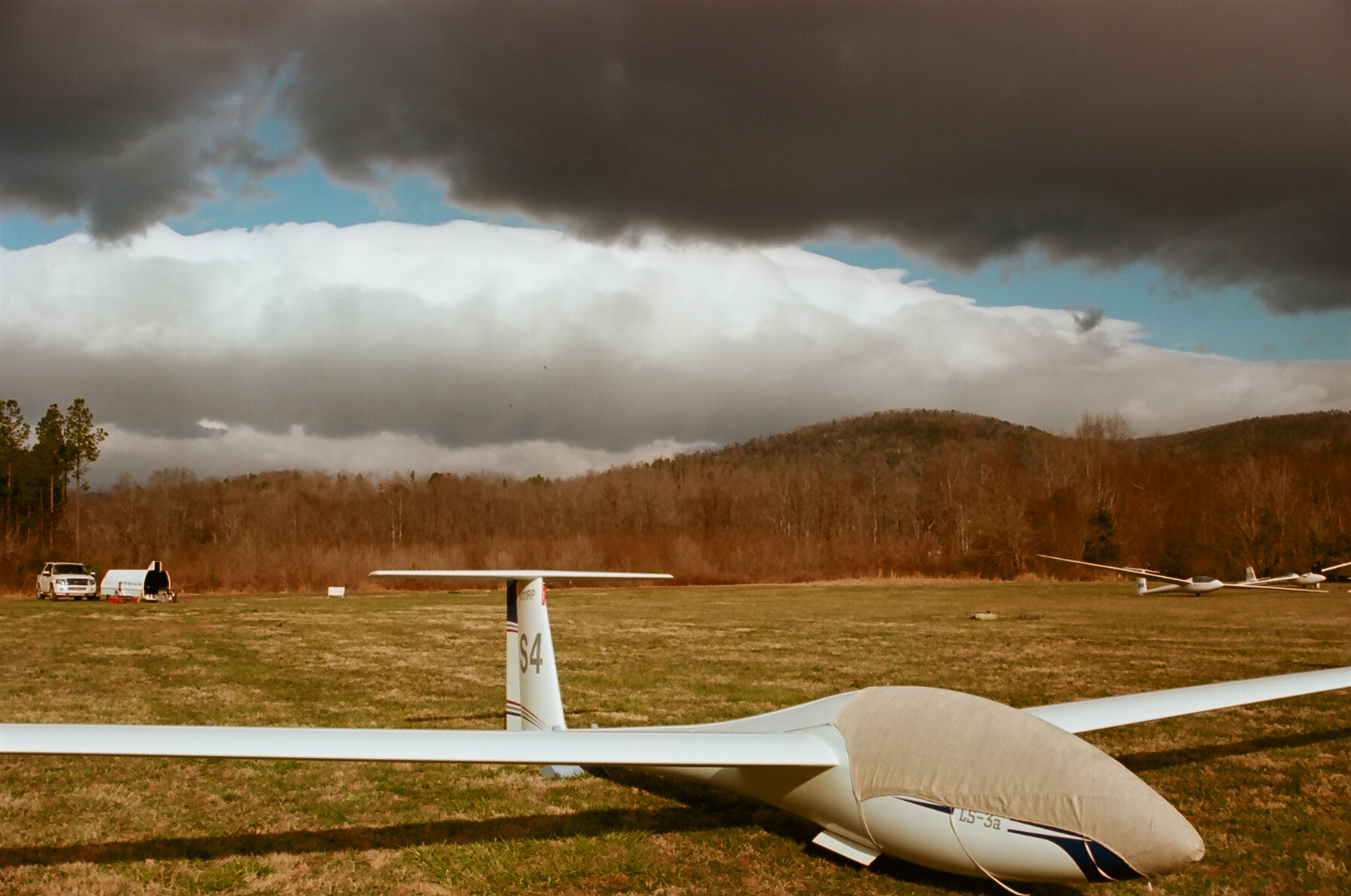
Ls3-a avec en arrière-plan un système d'ondes orographiques

- LS3 - Version d'origine produite à 155 exemplaires
- LS3-a - Version améliorée par la séparation des volets et des ailerons et une gouverne de direction plus fine. Produit à 208 exemplaires.
- LS3-17 - Version avec une extension de l'envergure à 17 mètres et pas de ballast. Produit à 66 exemplaires.

## Spécifications (LS3-a)
|                       | LS3                            | LS3a                           | LS3-17                              |
| --------------------- | ------------------------------ | ------------------------------ | ----------------------------------- |
| Constructeur          | Wolf Lemke                     | Wolf Lemke                     | Wolf Lemke                          |
| Premier vol           | 1976                           | 1978                           | 1979                                |
| Construction          | Matériaux composites           | Matériaux composites           | Matériaux composites                |
| Profil de voilure     | Wortmann FX-67-K-170 (modifié) | Wortmann FX-67-K-170 (modifié) | Wortmann FX-67-K-170 (modifié)      |
| Classe                | Classe course 15 mètres        | Classe course 15 mètres        | Classe course 15 mètres / 18 mètres |
| Dimensions            |                                |                                |                                     |
| Envergure             | 15 m                           | 15 m                           | 17 m                                |
| Allongement           | 21,4                           | 21,4                           | 25,8                                |
| Longueur              | 6,84 m                         | 6,84 m                         | 6,84 m                              |
| Surface alaire        | 10,5 m²                        | 10,5 m²                        | 11,22 m²                            |
| Masse                 |                                |                                |                                     |
| Place                 | 1                              | 1                              | 1                                   |
| Masse à vide          | 270 kg                         | 243 kg                         | 255 kg                              |
| Ballast               | 150 kg                         | 150 kg                         | -                                   |
| Masse maximale        | 472 kg                         | 472 kg                         | 370 kg                              |
| Charge alaire         | 35 - 45 kg/m²                  | 33 - 45 kg/m²                  | 30 - 33 kg/m²                       |
| Performance           |                                |                                |                                     |
| Finesse Maximale      | 40,8                           | 41,7                           | 44                                  |
| Vitesse de décrochage | 64 km/h                        | 62 km/h                        | 60 km/h                             |
| Taux de chute mini    | 0,62 m/s                       | 0,60 m/s                       | 0,55 m/s                            |